# オルガ・ブクレーエワ
- オーリガ・ブクリェーエワ

オルガ・ブクレーエワ（原語表記：Букреева, Ольга Валерьевна、ラテン表記：Olga Boukreïeva、女性、1987年2月15日 - ）は、ロシアの元バレーボール選手。ポジションはアウトサイドヒッター。元ロシア代表。

## 来歴
- クラブチーム

2004年、CSKA Moscouに入団し、プロとしてのキャリアをスタートする。2005年のロシアカップで金メダルを獲得した。2008年よりDynamo-Yantar Kaliningradに移籍し、2シーズンプレーした。その後は競技から離れていたが2013年にザレチエ・オジンツォボで復帰し2013/14シーズンのCEVチャレンジカップで優勝した。2014/15シーズンはLeningradka Saint Petersburgでプレーし、現役を引退した。
- 代表チーム

2006年、ロシア代表に初選出され、モントルーバレーマスターズでデビューを果たした。2007年のエリツィン大統領杯に出場した。2011年に4年ぶりに復帰するとワールドグランプリに出場した。

## 球歴
- ワールドグランプリ - 2006年、2011年
- 欧州選手権 - 2011年

## 所属クラブ
- CSKA Moscou（2004-2008年）
- Dynamo-Yantar Kaliningrad（2008-2010年）
- ディナモ・クラスノダール（2010-2012年）
- ザレチエ・オジンツォボ（2013-2014年）
- Leningradka Saint Petersburg（2014-2015年）